# 豊肥本線
豊肥本線（ほうひほんせん）は、大分県大分市の大分駅から熊本県熊本市西区の熊本駅に至る九州旅客鉄道（JR九州）の鉄道路線（地方交通線）である。「阿蘇高原線」（あそこうげんせん）の愛称が付けられている。
国土交通省監修『鉄道要覧』では大分駅を起点としているが、JR線路名称公告では熊本駅が起点で、列車運行上も熊本から大分行きの方向が下りになっている。

## 概要
世界有数の規模を持つ阿蘇カルデラの中を横切って九州中部を横断し、大分市と熊本市を結ぶ路線である。特急列車も多く運行され、阿蘇山や城下町である大分県竹田市を通る観光路線であるとともに、大分都市圏や熊本都市圏の通勤・通学路線でもある。
JR化後は、大分・熊本都市圏近郊において増発・新駅設置など、輸送力は大きく改善された。国鉄時代は1時間に1本程度であったが、現在では20-30分間隔で運行されており、また観光路線ということもあり、幾分か黒字に近づいた。ただし、大分県内を走るJRの路線（当路線、日豊本線及び久大本線）の中では営業係数が最も高い（2016年度時点）。
2012年12月1日より、大分駅 - 中判田駅間および、肥後大津駅 - 熊本駅間で、IC乗車カード「SUGOCA」が利用可能である。なお、中判田駅 - 肥後大津駅間では、SUGOCAで途中駅の入出場はできないが、特例としてSUGOCAでの乗車で通過することはできる。
2016年12月22日より、一般向けリアルタイム列車位置情報システム「どれどれ」が運用開始された。スマートフォンアプリ「JR九州アプリ」を利用することで、リアルタイムの列車位置情報が全線で利用できる。
2016年4月の熊本地震で甚大な損害を受け、肥後大津駅 - 阿蘇駅間で不通となっていたが、2020年8月8日に全線で運転を再開した。

### 路線データ
- 管轄（事業種別）：九州旅客鉄道（第一種鉄道事業者）
- 路線距離（営業キロ）：148.0 km[14]
- 軌間：1067mm
- 駅数：37（起終点駅含む）[14]
  - 豊肥本線所属駅に限定した場合、起終点駅（大分駅は日豊本線、熊本駅は鹿児島本線の所属[15]）が除外され、35駅となる。
- 複線区間：なし（全線単線）
- 電化区間（交流20,000V・60Hz）：
  - 大分駅 - 下郡信号場間…営業列車はすべて気動車だが、大分鉄道事業部大分車両センターの回送線を兼ねているため電化されている[注 1]
  - 肥後大津駅 - 熊本駅間
- 閉塞方式：
  - 大分駅 - 下郡信号場間：単線自動閉塞式
  - 下郡信号場 - 熊本駅間：特殊自動閉塞式（軌道回路検知式）
- 保安装置：
  - ATS-SK形：全線
  - ATS-DK形：大分駅 - 下郡信号場間、肥後大津駅 - 熊本駅間
- 最高速度：95km/h[3]
- IC乗車カード対応区間：
  - SUGOCA福岡・佐賀・大分・熊本エリア：熊本駅 - 肥後大津駅間・大分駅 - 中判田駅間

大分駅 - 滝水駅（構内除く）間が大分支社、滝水駅 - 熊本駅間が熊本支社の管轄である。

## 沿線概況
説明の都合上、この節では熊本駅から大分駅の方向に説明する。
熊本駅から肥後大津駅までは電化区間で、政令指定都市である熊本市をはじめとする熊本都市圏の通勤・通学路線となっており、沿線には学校や、光の森を始めとした新興住宅地が多くあるため、鹿児島本線熊本口よりも豊肥本線熊本口の方が運行本数も利用者も多くなっている。朝の通勤時間帯は10分間隔で運行され、4両編成で運転される列車もある。夕方も高校生や通勤客で利用が多いが、朝のように4両編成で運転される列車は少なく、いずれの時間帯も新水前寺駅 - 光の森駅間は特に混雑が激しい。熊本駅は2015年3月に一部高架化され、高架化が完成した2018年3月より、豊肥本線の列車の発着も高架ホームに移動した。鹿児島本線と分かれたあと白川を越えると、住宅地が広がる。また、熊本駅よりも市街地により近く、東部地区へ近いことから同じ熊本市電と連絡する駅であっても新水前寺駅を利用する人が多くいる（利用者数は4,200人程度で県内第2位）こともあり、熊本駅の利用者はあまり多くない。再び白川を越えた後、武蔵塚駅付近からは加藤清正が整備した杉並木の街道と併走する。光の森駅を過ぎるとやがて肥後大津駅に到着する。この駅からは、熊本空港への無料乗合連絡タクシーが出ている。
肥後大津駅から先は非電化となり、阿蘇外輪山に向かってゆく。右下に阿蘇から有明海に流れ下る白川を見下ろすようになると立野駅。ここは外輪山が1か所だけ途切れて低くなった場所で、阿蘇カルデラ内と熊本平野をつなぐ白川も道路も鉄道もここを通ることとなる。ここで鉄道は有名なスイッチバックで標高を稼いでカルデラ内に入る。熊本駅から立野駅に到着した気動車の運転士は、ホームの上を歩いて反対側の運転席に行き逆向きに発車する。しばらく坂を登って停止すると、今度は車内を歩いて元の運転台に戻り、再び初めと同じ進行方向で発車する。2021年に開通した新阿蘇大橋が見えてくると白川の渓流に接近する。2016年4月16日に発生した熊本地震（本震）の際、山の斜面大きく崩れた現場に差し掛かると反対側に崩落したままの旧・阿蘇大橋が車窓から見える。やがて列車は阿蘇カルデラ内の平原（阿蘇谷）に入る。
阿蘇谷を走る間、右には阿蘇の火山群、左には広い田圃の向こうに長大な崖のようにそびえ立つ北側外輪山を見ることができる。宮地駅近くには肥後国一宮の阿蘇神社があるが、このあたりが火山群が最も良く見える。宮地駅を出ると列車は左右に大きくカーブしながら東側外輪山を登ってゆく。いくつかの長めのトンネルを抜けて、一瞬左手に広大な阿蘇谷を見渡せるが、すぐに豊肥本線の最高点である坂の上トンネル（延長2,886m）に入る。ここまでひたすら登り続けてきた豊肥本線は分水嶺を越え、ここから下り始める。緩やかに波打つ高原を左右に細かくカーブしながら下ってゆくが、この周辺は9万年前に阿蘇山が大噴火した時に火砕流に覆い尽くされた一帯（火砕流台地）である。
- 阿蘇駅
（2006年9月4日）

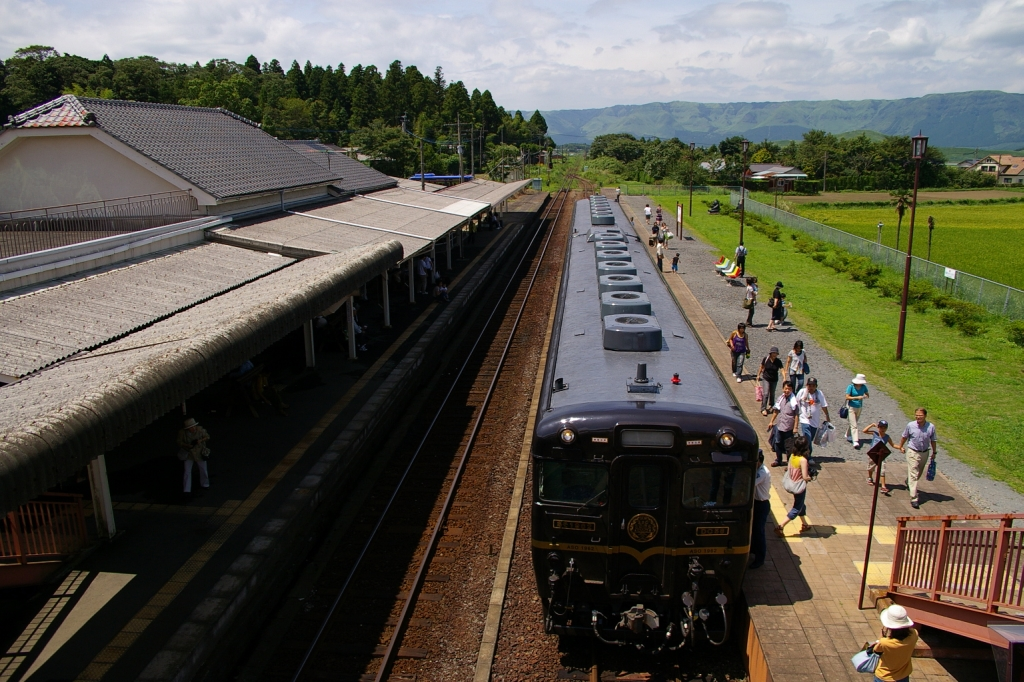
阿蘇駅 （2006年9月4日）

滝水駅と豊後荻駅の間に横たわる大分県との県境付近から、豊肥本線は大野川水系上流の幾筋もの川を、ある時は渡り、ある時は川筋に沿って走ってゆく。これらの支流が稲葉川と大野川の2本の川に集約されて盆地に流れ込み、その底になったところが豊後竹田駅。四方を山に囲まれた竹田市は「れんこん町」と呼ばれるほどトンネルが多く、豊肥本線も何本ものトンネルを通り抜けて豊後竹田駅に着く。瀧廉太郎の『荒城の月』で有名な岡城は駅近くにあるが、盆地の底にある駅や市街からは見上げるような高さの台地上に石垣を組んでいる。
竹田市を出ると、豊肥本線はおおまかに大野川に沿って、谷筋を通って段々と平地へ降りてゆく。竹田市やその東隣の豊後大野市は奥豊後と呼ばれる地域で、沿線には大野川水系の豊かな水資源による湧水や滝等が数多い。豊肥本線は豊後大野市のうちの緒方町、三重町、犬飼町などの長閑な風景の中、川幅を広げながら流れる大野川およびその支流を何度か渡る。
中判田駅からは一転して大分市の郊外住宅地に入り乗客・運行本数共に多くなる。国道10号に並行して東九州の中核都市である大分市の市街地を縦断。下郡信号場からは日豊本線と並走しながら大分川橋梁を渡ったところで高架区間に入り、その後久大本線が合流。駅南側の再開発工事が進む大分駅で終点となる。大分駅ホームは2012年3月17日に完全高架化された。

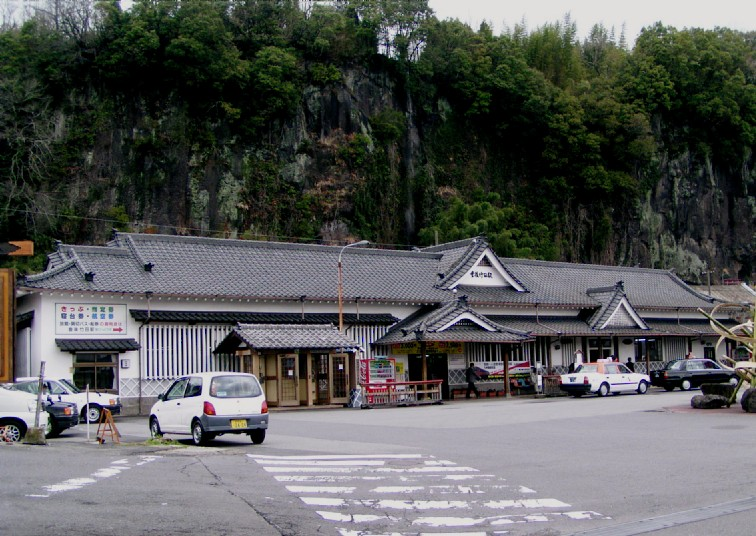
豊後竹田駅 （2006年9月4日）
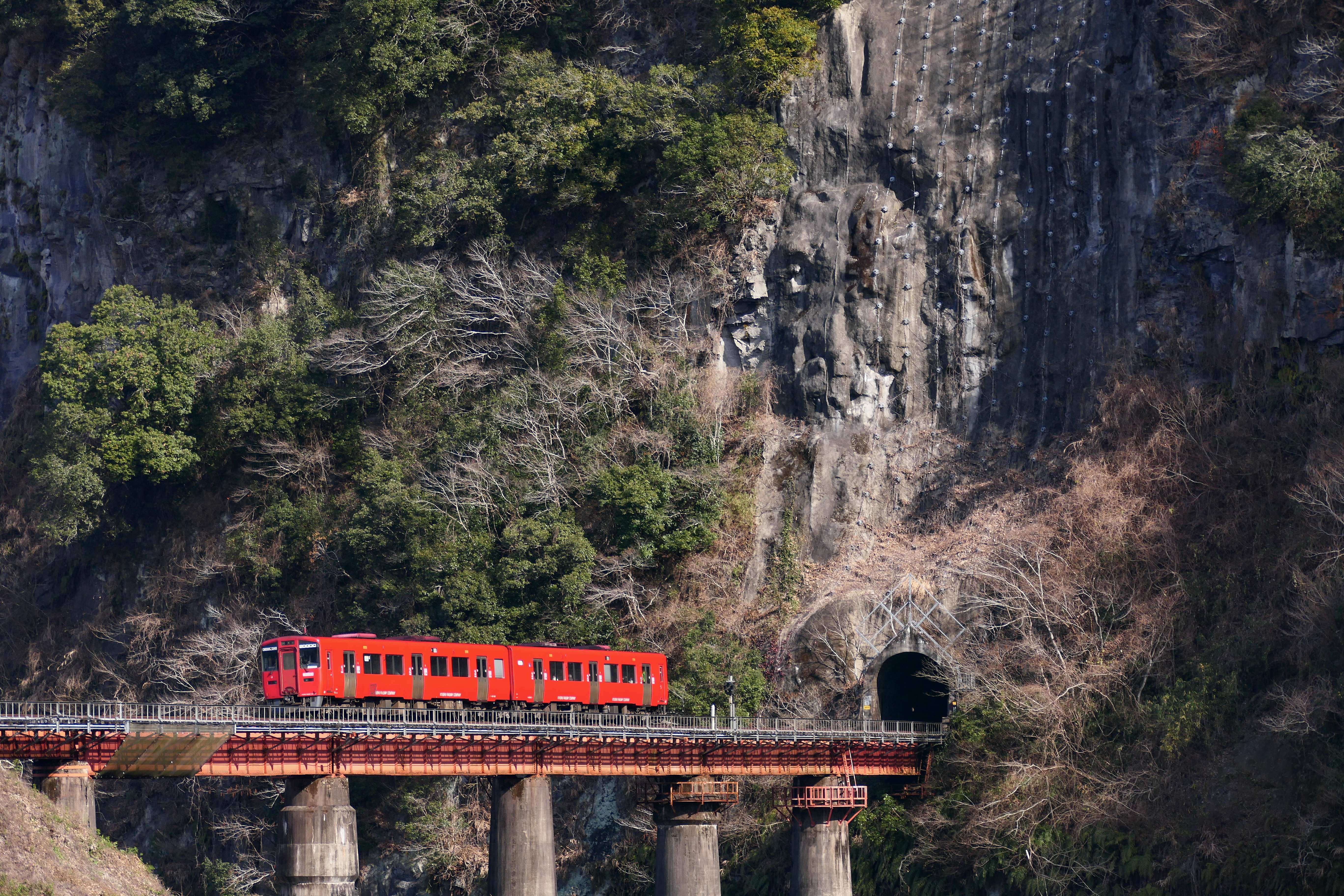
三重町 - 豊後清川間では岩戸の景観を百枝トンネルで貫く
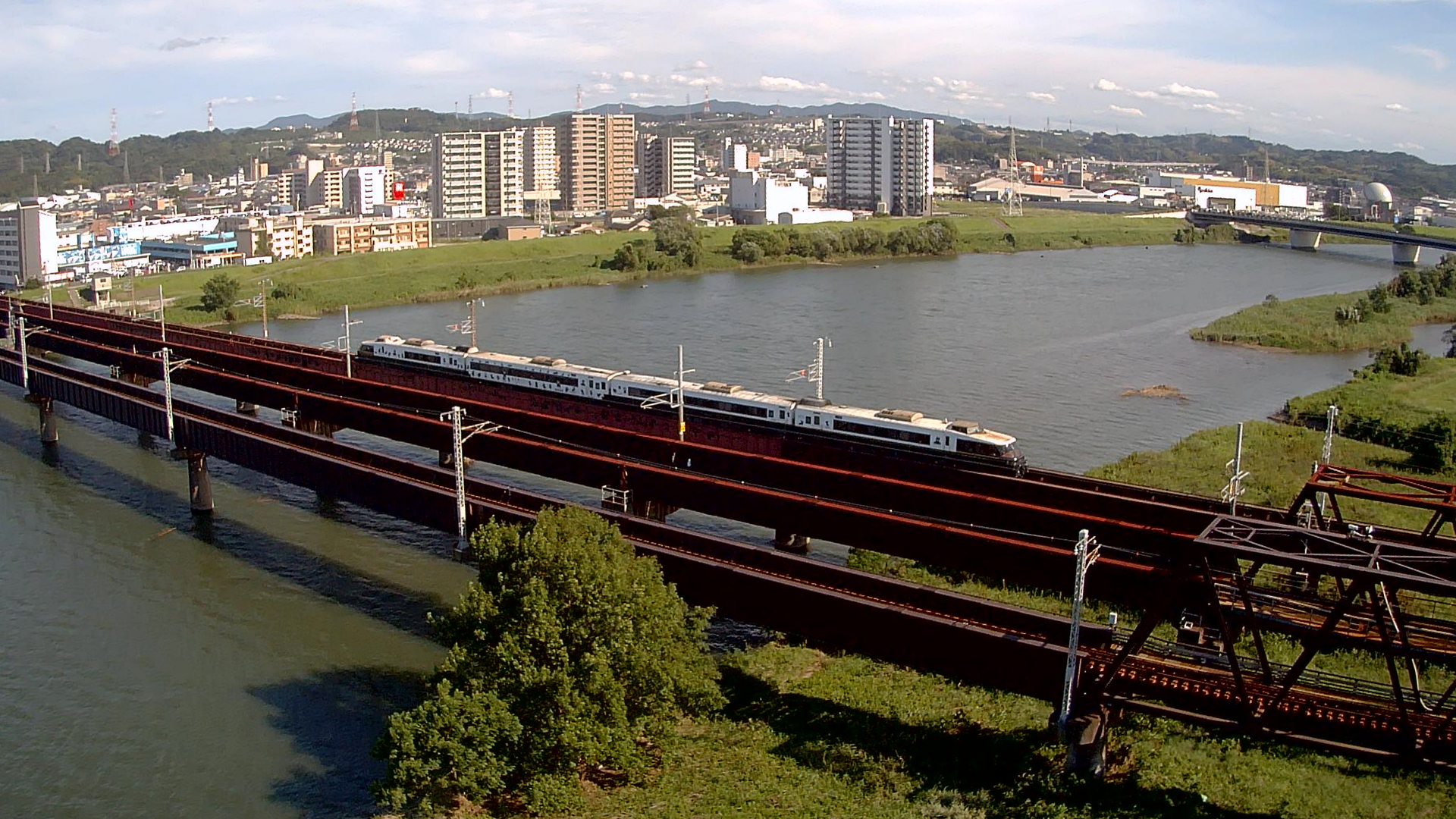
大分川橋梁を渡るあそぼーい!

## 運行形態

### 地域輸送
普通列車はおおむね豊後竹田駅、宮地駅、肥後大津駅で運転系統が分かれている。
大分駅 - 三重町駅間と肥後大津駅 - 熊本駅間で運転されているワンマン運転の普通列車（2両編成）は、2006年3月17日までは無人駅および有人駅での営業時間外の停車時は前の車両のドアのみ開き（中扉は開かず・後ろ乗り前降り）、乗車時には整理券を取って下車時に運賃を整理券とともに運転士に渡す車内収受式であったが、翌3月18日のダイヤ改正後より、駅収受式となり全ての駅で列車のホーム側の全てのドアから乗り降りできるようになった。さらに熊本側は2013年3月16日のダイヤ改正より、全ての列車による全てのドアからの乗り降りできる区間が立野駅 - 熊本駅間に拡大された。2022年9月23日のダイヤ改正より、中判田駅 - 三重町駅間は駅収受式から車内収受式に変更された。

#### 大分駅 - 豊後竹田駅間
キハ200系気動車を中心に運行され、大分駅 - 中判田駅・犬飼駅・三重町駅間の区間運転列車も設定されている。1時間あたり大分駅 - 豊後竹田駅間の直通が1本（ただし、日中は2時間前後開く場合あり）、大分駅 - 中判田駅間は区間運転が入って2 - 3本になる。朝晩には犬飼駅・三重町駅発着の設定があり、当該時間帯は毎時2本程度となる。2008年3月14日までは、夕方に豊後竹田駅発とその折り返し中判田駅行き1往復が日豊本線の別府駅まで乗り入れていた。2014年3月15日のダイヤ改正で最終列車の三重町駅終着時刻が、2019年3月16日には同駅に加え豊後竹田駅終着時刻が0時台となり日付を跨ぐようになった。2015年3月14日のダイヤ改正で中判田駅・三重町駅発で日豊本線亀川駅行きが復活したが、2018年3月17日のダイヤ改正で再び廃止された。

#### 豊後竹田駅 - 宮地駅間
山あいの過疎地を走るために駅間距離が他より長く、利用者が少ない。運転本数もこの区間の通し列車が1日5往復、豊後荻駅発豊後竹田駅行きの区間列車下り1本のみで、3 - 5時間ほど運転間隔が開く時間帯がある。この区間はワンマン運転対応のキハ220形・キハ125形気動車などによる単行（1両編成）運転が行われている。

#### 宮地駅 - 肥後大津駅間
この区間のうち阿蘇駅 - 肥後大津駅間は2016年の熊本地震の影響で長らく不通となっていたが、2020年8月8日に復旧した。
概ね1 - 2時間に1本の運転である。大半の列車が宮地駅 - 肥後大津駅間の折り返し運行で、肥後大津駅で熊本駅発着の電車に接続するが、熊本駅発着の列車や、豊後竹田駅発着の列車もある。車両は主にキハ200系（キハ220系200番台も含む）・キハ47形（キハ147形も含む）の2両編成のほか、キハ125形の単行列車も一部運行される。
被災前には宮地駅 - 肥後大津駅間にキハ200系・キハ40系気動車による2両編成列車が、1時間あたり1本程度運転されていた。最終列車の宮地駅終着時刻は日付を跨いで設定されていた。
2023年7月15日から朝に南阿蘇鉄道高森線からの直通列車が立野駅 - 肥後大津駅間で2往復運行されている。

#### 肥後大津駅 - 熊本駅間
この区間は、1999年に熊本国体（くまもと未来国体）に合わせて電化された。2両編成の815系・817系、3両編成の821系電車により昼間は1時間あたり3本程度の普通列車が運転されている。また、早朝と朝の通勤時間帯および深夜には熊本駅 - 光の森駅間の区間運転列車も設定されている。平日の朝ラッシュ時は約10分間隔で運転されるが、それでも混雑するため815系・817系では4両編成での運転も行われる。このほか、鹿児島本線との直通列車も少数ながら設定されており、鳥栖駅・大牟田駅・玉名駅・八代駅 - 光の森駅・肥後大津駅間で運行されている（鹿児島本線上り玉名・大牟田方面への直通列車の設定は休日の2本のみ）。九州新幹線との接続を考慮して、始発は5時台、終電は0時台になっている。0時台の終電は新幹線全線開業後に新設された。
熊本都市圏の人口の多い区間のため、終日にわたって利用が多い。
2011年3月12日の九州新幹線（鹿児島ルート）全面開通後、後述の特急「有明」の豊肥本線内での運行が廃止されるのに伴い新たに快速列車「豊肥ライナー」が熊本駅 - 肥後大津駅間に設定された。停車駅は特急「有明」と同じく新水前寺駅・水前寺駅・武蔵塚駅・光の森駅となっていた。肥後大津駅発3本、光の森駅発3本、肥後大津駅行き3本、光の森駅行き4本の計13本が10時台から16時台にかけて運行されていた。しかし、2013年3月16日のダイヤ改正をもって豊肥ライナーの愛称は廃止され、各駅停車の普通列車となった。

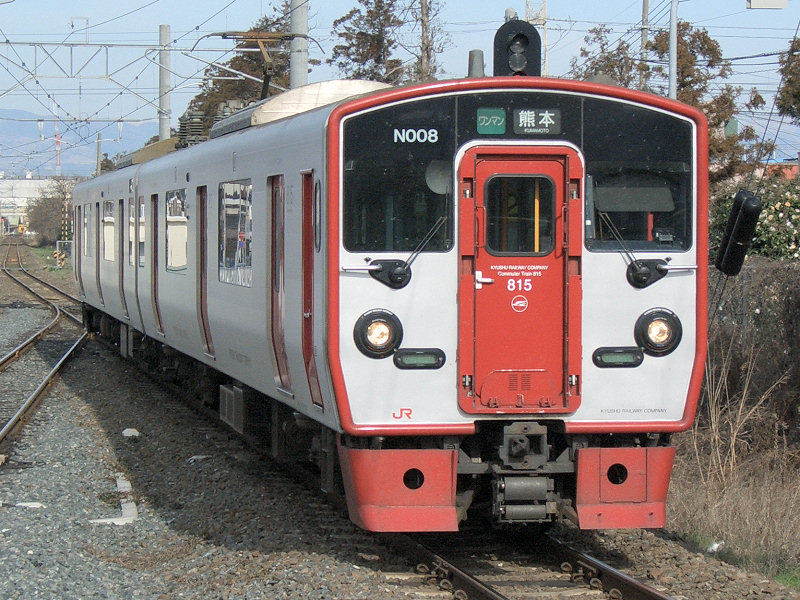
電化区間で使用される815系電車
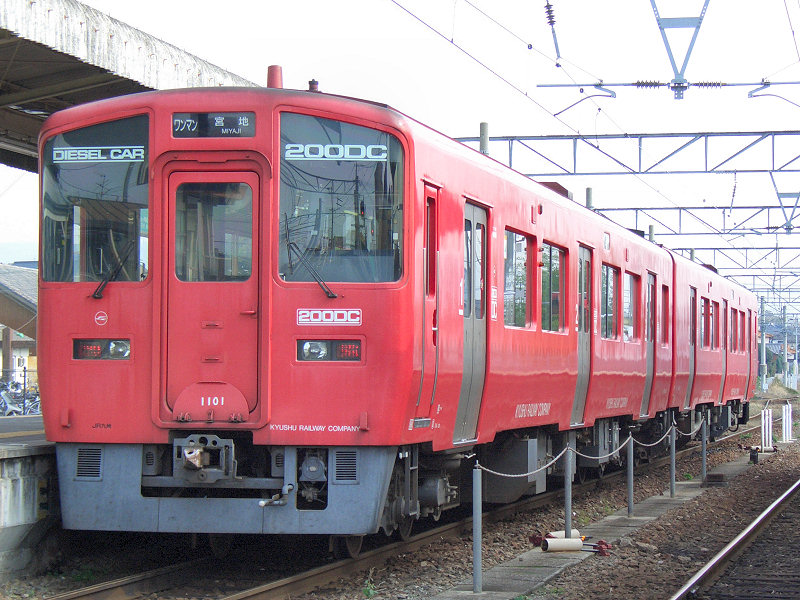
非電化区間で使用されるキハ200形気動車

### 優等列車

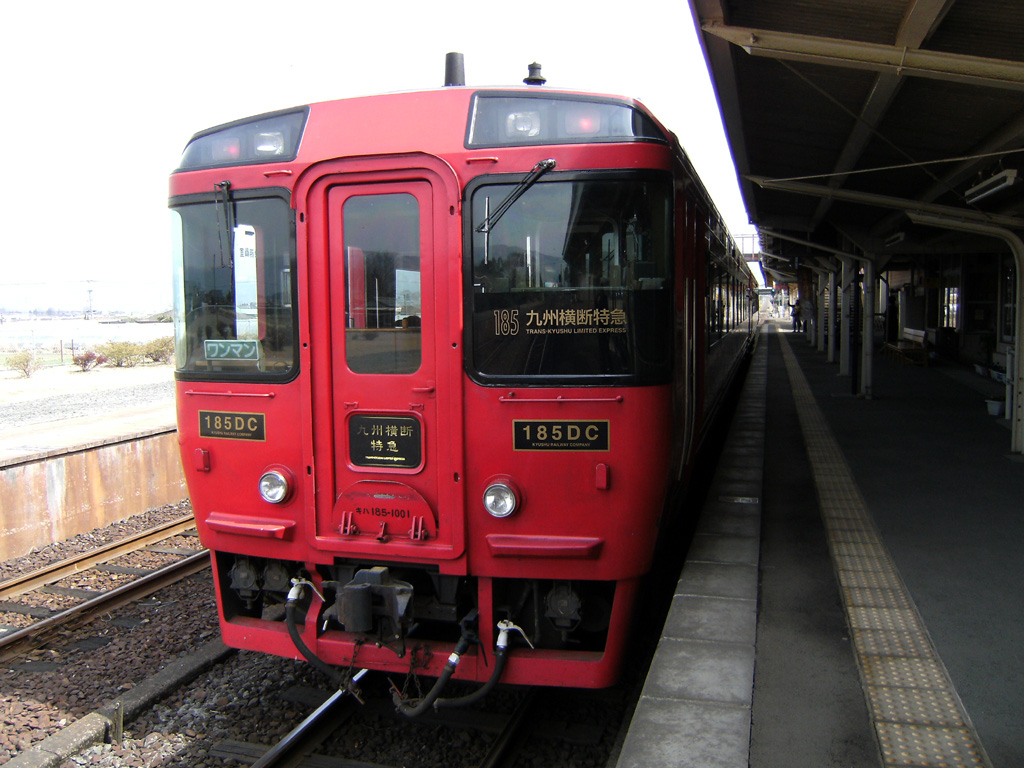
九州横断特急（2008年3月 阿蘇駅）

2020年8月8日の全線運転再開時点のダイヤでは、別府駅 - 熊本駅間に特急として、毎日運転の「九州横断特急」1往復に加え、おおむね金・土・日・祝日や長期休暇期間には「あそぼーい!」、それ以外の期間には同一時刻で「九州横断特急」が1往復運行される。また、全線運転再開にあわせて、宮地駅 - 熊本駅間には特急「あそ」が3往復設定された（うち2往復は土休日など多客期に運転）。2022年9月23日から宮地駅 - 熊本駅間で特急「かわせみ やませみ」が1往復設定された（土休日を中心に運転）。「あそぼーい!」は観光特急仕様のキハ183系1000番台で運行される。「九州横断特急」と「あそ」にはキハ185系が、「かわせみ やませみ」には専用のキハ47形が使用され、運転台に「ワンマン」と表示してワンマン運転が行われる。

#### 熊本地震前の優等列車運行状況
沿線に阿蘇を有する豊肥本線は古くから観光路線として位置付けられ、1958年からは準急「ひかり」が運行され、1961年からは循環列車となる準急「ひまわり」が設定された。その後の変遷を経て、豊肥本線内を運転する優等列車は急行「火の山」に統合され、その一部は天草諸島や島原半島へ向かう観光客の利便を考慮して三角線三角駅まで直通運転が行われた。1992年に「火の山」が特急に昇格して「あそ」と改称し、車両もキハ185系気動車に置き換えられた。2004年3月13日には「あそ」と肥薩線の特急「くまがわ」の一部の列車を統合し、運転区間を別府駅 - 大分駅 - 熊本駅 - 人吉駅間に変更したうえで「九州横断特急」と改称した。
1987年から途中の中断を経て九州新幹線（鹿児島ルート）全線開業時まで、鹿児島本線博多駅発着の特急「有明」が豊肥本線内の熊本都市圏部に乗り入れていた。熊本駅は熊本市中心部から離れており、熊本市の中心市街地や住宅地が豊肥本線沿線にあることから、熊本都市圏からの利便性向上を図り運行され、九州自動車道経由で福岡市と熊本市を結ぶ高速バス「ひのくに号」との競合を意識していた。当初は非電化であったためDE10形ディーゼル機関車が485系電車を牽引して豊肥本線を水前寺駅まで走行していたが、1994年に一旦廃止された後、1999年の熊本駅 - 肥後大津駅間の電化開業に伴い再開され、運転区間も熊本駅 - 水前寺駅・武蔵塚駅・光の森駅・肥後大津駅間となった。2007年3月18日改正からは、早朝の博多方面行きの「有明」1本が豊肥本線内（光の森駅→熊本駅間）普通列車として運転されていた。
九州新幹線（鹿児島ルート）全面開業に伴い、2011年3月11日限りで「有明」の豊肥本線内での運行を終了した。「九州横断特急」も一部が熊本駅発着に変更されている。2016年3月26日のダイヤ改正で「九州横断特急」は熊本駅 - 人吉駅間の運転が取り止められ、全て熊本駅発着となった。

#### 熊本地震前の観光列車運行状況
熊本地震前は各地から阿蘇への観光客集客を目的として、毎年概ね3月から11月までの土日祝日および小・中・高等学校の長期休暇期間中などには熊本駅 - 宮地駅間に専用車両を使用した臨時列車が運行されていた。
1988年3月からキハ58形・キハ65形を改造したジョイフルトレイン「サルーンエクスプレス」を使用した臨時急行列車「サルーンエクスプレス阿蘇観光号」が運転されたが、同年8月28日からは8620形蒸気機関車がアメリカン風に改造された50系客車を牽引する「SLあそBOY」が運転された。以後「SLあそBOY」は毎年3月から11月に運転されていたが、機関車の老朽化により2005年8月に「SLあそBOY」は運行休止となり、同年内に運転される予定であった「SLあそBOY」はディーゼル機関車が牽引する「ディーゼルあそBOY」として運転されたが、同年限りで終了した。
2006年7月22日からは内装や外観を昭和30年代のイメージに改造したキハ58系2両を使用する臨時快速列車「あそ1962」が運行を開始、車内では昔のCM放映や阿蘇の特産品および駄菓子販売を行った。「あそ1962」は2010年12月26日をもって運行を終了した。
2011年6月4日よりキハ183系1000番台を改造した観光特急「あそぼーい!」が運行開始された。また、これに先立ち2011年3月12日より5月29日までは臨時特急「阿蘇ゆるっと博」が運行されていた。「あそぼーい!」は熊本地震後に他地域で運行されたこともあったが、2017年7月より豊肥本線での運行を再開している。

#### 熊本地震後、全線運転再開までの運行状況
大分駅 - 阿蘇駅間に特急が1往復運行され、おおむね金・土・日・祝日や長期休暇期間には「あそぼーい!」、それ以外の期間には同一時刻で「九州横断特急」が運行された。熊本地震後、全線運転再開まで、肥後大津駅 - 熊本駅間では特急列車は運行されなかった。

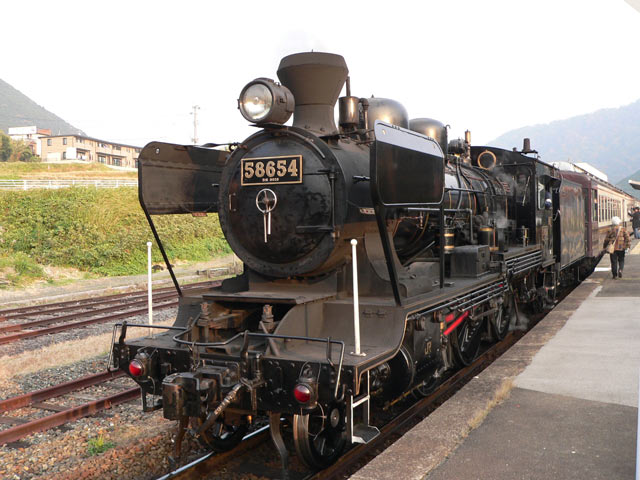
「SLあそBOY」 （1988年-2005年）
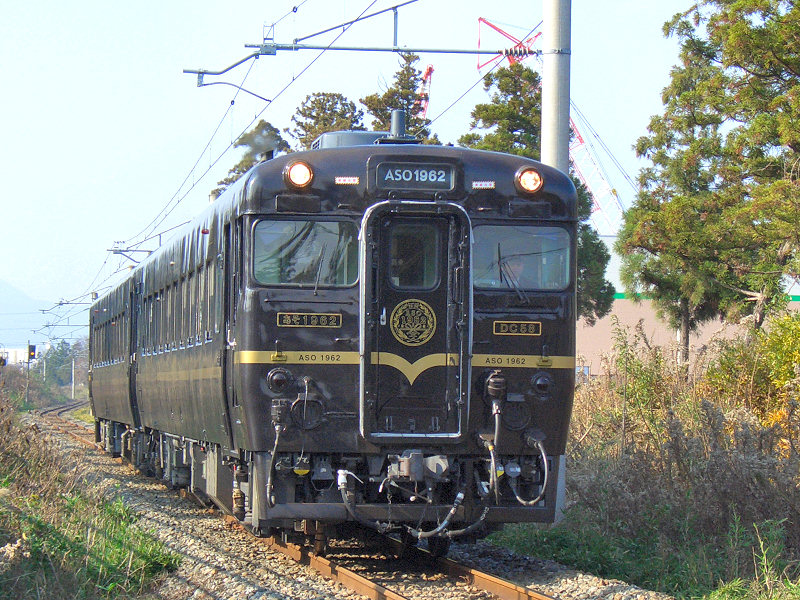
「あそ1962」 （2006年-2010年）
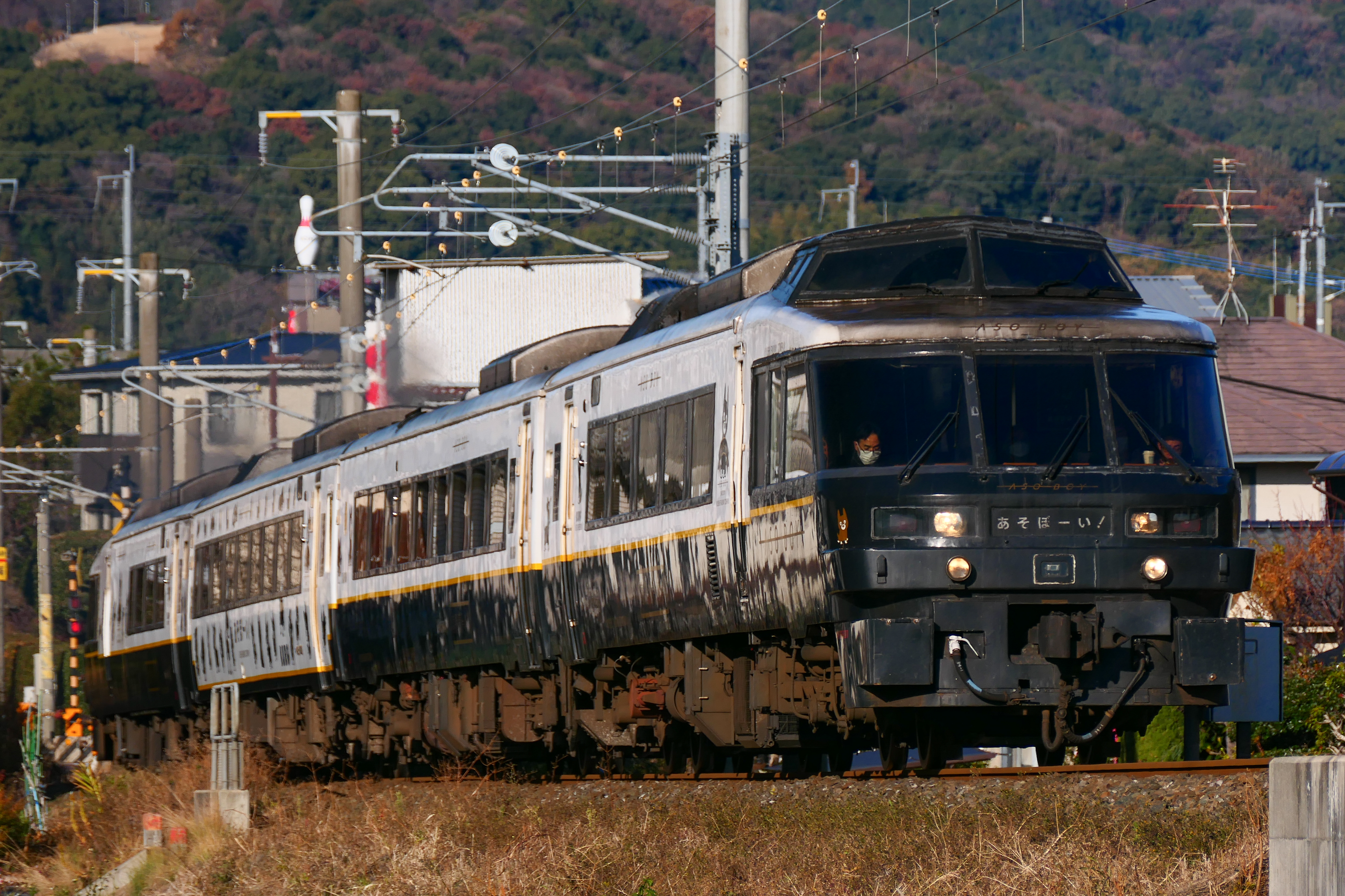
「あそぼーい!」 （2011年-）

## 使用車両
- 電車 - 電化区間の普通列車に使用される。全車両ロングシート車。
  - 815系
  - 817系
  - 821系
- 気動車 - 電化区間を含む全線にわたって使用される。電化区間内のみを走行する気動車列車もある。熊本地震により肥後大津駅 - 阿蘇駅間が不通となっていた期間は、電化区間内のみを運転する気動車列車は下り3本・上り4本の設定となり、キハ125形とキハ185系、キハ183系は阿蘇駅以東でのみ使用されていた。
  - キハ200・220形
  - キハ125形
  - キハ40・キハ47・キハ140・キハ147形 - 特急「かわせみ やませみ」に使用。
  - キハ183系1000番台 - 特急「あそぼーい!」に使用。
  - キハ185系 - 特急「九州横断特急」「あそ」に使用。
  - MT-4000形 - 南阿蘇鉄道の気動車で、高森線からの直通列車に使用[31]。

### 過去の使用車両
- 電車
  - 415系 - 平日朝ラッシュ時の八代駅発光の森駅行きと光の森駅発熊本駅行きの1往復に使用された。高架化工事で鹿児島本線と豊肥本線の相互乗り入れが縮小したため、運用終了。
  - 485系 - 一部電化前の特急「有明」に使用された。
  - 783系 - 電化前・電化後の特急「有明」に使用された。
  - 787系 - 電化後の特急「有明」に使用された。ただし豊肥本線内のホーム有効長が6両分しかない関係上、7両の「リレーつばめ」編成は充当されなかった。
- 気動車
  - キハ31形
  - キハ52形
  - キハ55系
  - キハ58系・キハ65形 - 急行「火の山」や普通列車で使用された。
- 客車
  - 50系
  - スハフ12形 - 485系・783系「有明」の控車兼電源車として使用。
- 貨車
  - ヨ8000形貨車 - 485系・783系「有明」の控車兼電源車として使用。
- 機関車
  - 9600形蒸気機関車
  - 8620形蒸気機関車
  - C58形蒸気機関車
    - 1973年（昭和48年）3月27日限りで蒸気機関車運転は終了した。

  - DE10形ディーゼル機関車 - 485系・783系「有明」や「ディーゼルあそBOY」の牽引、「SLあそBOY」の補機に使用。

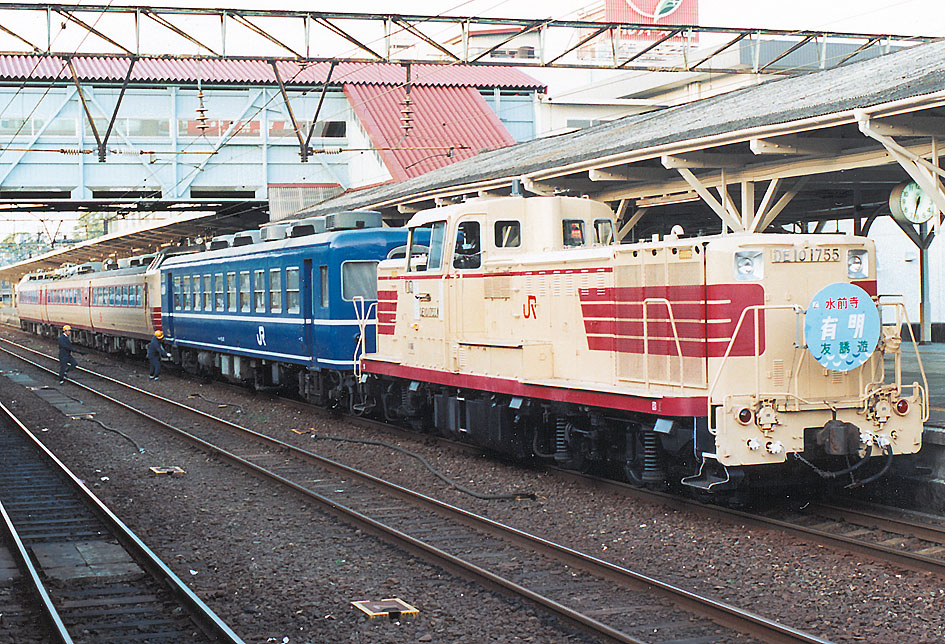
DE10 1755に牽引される特急「有明」
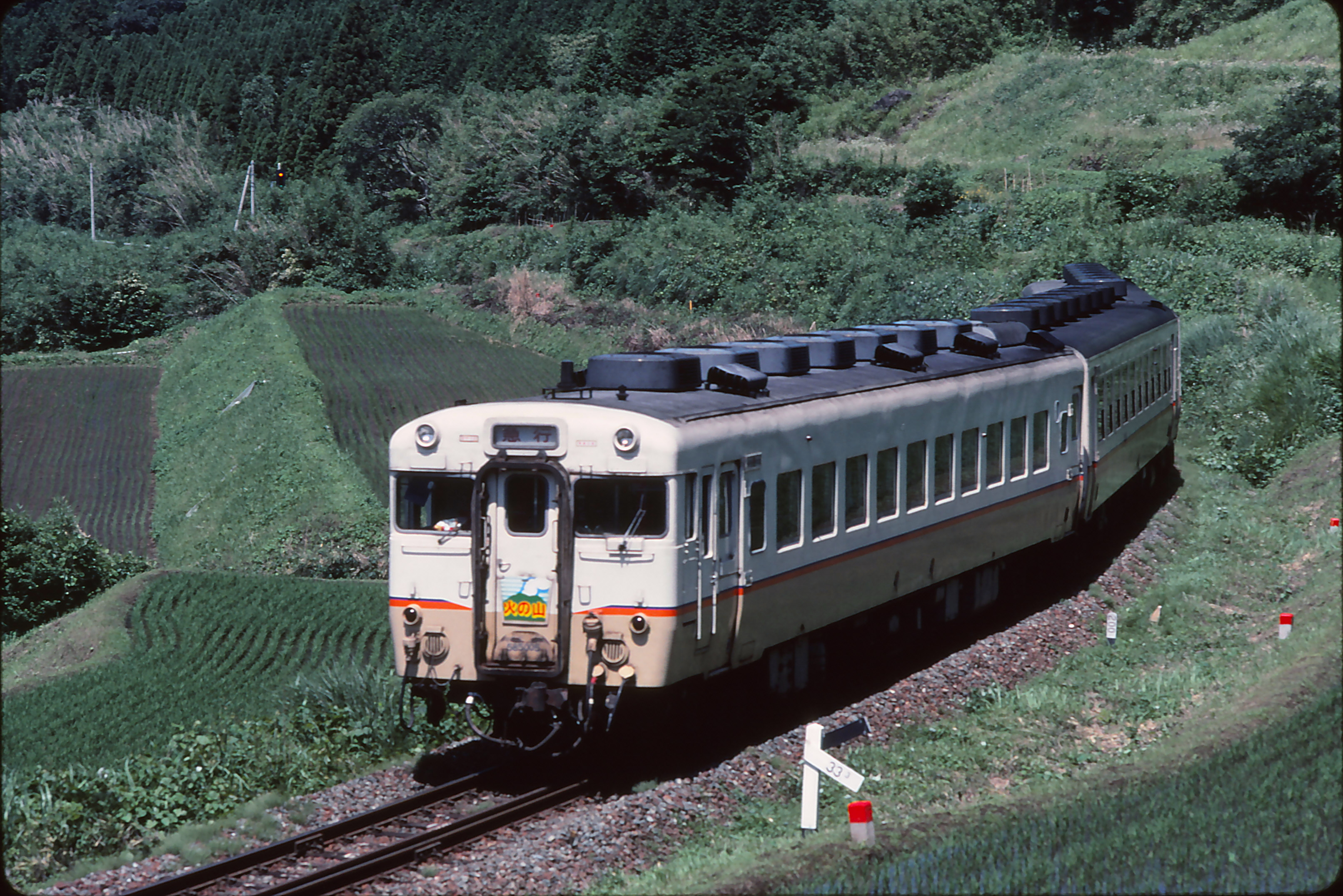
立野駅 - 赤水駅間を走行するキハ58・65形急行「火の山」

## 利用状況

### 平均通過人員・旅客運輸収入
各年度の平均通過人員（人/日）および旅客運輸収入は以下のとおりである。
| 年度                   | 平均通過人員（人/日） | 平均通過人員（人/日） | 平均通過人員（人/日） | 平均通過人員（人/日） | 平均通過人員（人/日） | 平均通過人員（人/日） | 旅客運輸収入 （百万円/年） | 出典   |
| 年度                   | 全区間                | 熊本 - 肥後大津       | 肥後大津 - 宮地       | 宮地 - 豊後竹田       | 豊後竹田 - 三重町     | 三重町 - 大分         | 旅客運輸収入 （百万円/年） | 出典   |
| ---------------------- | --------------------- | --------------------- | --------------------- | --------------------- | --------------------- | --------------------- | -------------------------- | ------ |
| 1987年度（昭和62年度） | 2,963                 | 4,902                 | 2,711                 | 1,028                 | 2,384                 | 4,203                 |                            | [ 32 ] |
| 2016年度（平成28年度） | 4,947                 | 10,655                | 非開示                | 154                   | 954                   | 4,018                 | 1,837                      | [ 32 ] |
| 2017年度（平成29年度） | 3,550                 | 10,957                | 非開示                | 99                    | 947                   | 3,943                 | 1,869                      | [ 33 ] |
| 2018年度（平成30年度） | 3,591                 | 11,265                | 非開示                | 101                   | 951                   | 3,877                 | 1,930                      | [ 34 ] |
| 2019年度（令和元年度） | 3,584                 | 11,465                | 非開示                | 96                    | 917                   | 3,771                 | 1,945                      | [ 35 ] |
| 2020年度（令和02年度） | 2,831                 | 8,805                 | 非開示                | 109                   | 853                   | 3,021                 | 1,416                      | [ 36 ] |
| 2021年度（令和03年度） | 2,538                 | 9,939                 | 644                   | 129                   | 786                   | 2,989                 | 1,669                      | [ 37 ] |
| 2022年度（令和04年度） | 2,814                 | 11,167                | 768                   | 171                   | 806                   | 3,194                 | 1,914                      | [ 38 ] |

### 線区別収支
平均通過人員が2,000人/日未満の線区（肥後大津駅 - 宮地駅間、宮地駅 - 豊後竹田駅間、豊後竹田駅 - 三重町駅間）における各年度の収支（営業収益、営業費、営業損益）は以下のとおりである。▲はマイナスを意味する。
| 年度                   | 収支（百万円） | 収支（百万円） | 収支（百万円） | 出典   |
| 年度                   | 営業収益       | 営業費         | 営業損益       | 出典   |
| ---------------------- | -------------- | -------------- | -------------- | ------ |
| 2021年度（令和03年度） | 116            | 334            | ▲218           | [ 39 ] |
| 2022年度（令和04年度） | 147            | 427            | ▲280           | [ 40 ] |

| 年度                   | 収支（百万円） | 収支（百万円） | 収支（百万円） | 出典   |
| 年度                   | 営業収益       | 営業費         | 営業損益       | 出典   |
| ---------------------- | -------------- | -------------- | -------------- | ------ |
| 2018年度（平成30年度） | 44             | 392            | ▲348           | [ 41 ] |
| 2019年度（令和元年度） | 44             | 333            | ▲289           | [ 42 ] |
| 2020年度（令和02年度） | 38             | 381            | ▲343           | [ 43 ] |
| 2021年度（令和03年度） | 58             | 359            | ▲301           | [ 39 ] |
| 2022年度（令和04年度） | 73             | 434            | ▲361           | [ 40 ] |

| 年度                   | 収支（百万円） | 収支（百万円） | 収支（百万円） | 出典   |
| 年度                   | 営業収益       | 営業費         | 営業損益       | 出典   |
| ---------------------- | -------------- | -------------- | -------------- | ------ |
| 2018年度（平成30年度） | 112            | 318            | ▲206           | [ 41 ] |
| 2019年度（令和元年度） | 108            | 282            | ▲174           | [ 42 ] |
| 2020年度（令和02年度） | 71             | 268            | ▲196           | [ 43 ] |
| 2021年度（令和03年度） | 98             | 239            | ▲141           | [ 39 ] |
| 2022年度（令和04年度） | 104            | 274            | ▲170           | [ 40 ] |

## 歴史
1892年（明治28年）、大分駅 - 犬飼駅の鉄道敷設を目的に南豊鉄道会社が設立されるも事業継続が困難となり、政府の手により事業が続行。大分駅 - 玉来駅間は国鉄の犬飼軽便線（いぬかいけいべんせん。後に犬飼線と改称）として開業した。一方、同年に熊本県側でも熊本駅 - 大津駅間の鉄道敷設を目的に東肥鉄道会社が創設されたが、こちらも事業継続が困難となり、政府の手により工事が進められ、宮地駅 - 熊本駅間は宮地軽便線（みやじけいべんせん。後に宮地線と改称）として、両線とも1914年（大正3年）に開業した。なお現在、南阿蘇鉄道となっている立野駅 - 高森駅間も宮地線の支線として開業している。
最後の区間である玉来駅 - 宮地駅間が開業して大分駅 - 熊本駅間が全通したのは1928年（昭和3年）で、宮地線・犬飼線を合わせて豊肥本線となった。その際、立野駅 - 高森駅間の宮地線の支線は高森線となった。
阿蘇・竹田などの多雨な山間部を通っているため、集中豪雨や土砂災害などに遭いやすく、その度に数か月から災害の規模によっては1年以上も不通となることもある。1990年7月2日の集中豪雨では緒方駅 - 宮地駅間が不通となり、復旧に1年3か月を要した。1993年9月2日の台風13号では三重町駅 - 豊後清川駅間が不通になり、全線復旧まで8か月を要した。2004年9月に三重町駅 - 豊後清川駅間の百枝トンネルが土砂崩壊により不通となり、12月の復旧までバスによる代行輸送を行った。2012年7月12日の九州北部豪雨では緒方駅 - 肥後大津駅間の各所で土砂流入、築堤崩壊、橋梁流出などの災害が発生した。緒方駅 - 豊後竹田駅間および宮地駅 - 肥後大津駅間は同年9月3日までに順次復旧し、被害の大きかった豊後竹田駅 - 宮地駅間は、同年8月20日より代行輸送（同日から9月2日まではジャンボタクシーによる代行輸送、9月3日より七城観光バス、大野竹田バス、亀の井バス（湯布院営業所）等によるバス代行輸送）を行っていたが、翌2013年8月4日に復旧して運転を再開した。復旧にあたって、被害を受けた区間では路盤やトンネルが強化や土石流対策が施され、九州北部豪雨と同程度の雨が降っても耐えられる物となった。
2016年4月には熊本地震が発生。赤水駅 - 立野駅間で大規模な土砂崩れが起きて並走する国道57号もろとも線路が流出し、赤水駅付近では列車が脱線するなどの被害が出た。この影響で阿蘇駅 - 肥後大津駅間は長期間にわたり不通となっていたが、国土交通省と熊本県は2020年4月10日に、同区間を2020年8月に復旧させる見通しを示した。
2020年8月8日に全線の運転が再開され、立野駅では9時50分頃に熊本駅発別府駅行きの観光特急列車「あそぼーい!」を出迎え、地域住民が乗客をもてなした。

### 年表

#### 犬飼線（大分 - 玉来）
- 1914年（大正3年）4月1日：犬飼軽便線として大分駅 - 中判田駅間を開業。下郡連絡所（豊州本線との分岐点に設置[44]。豊州本線所属）、滝尾駅、中判田駅を新設[44]。
- 1916年（大正5年）9月1日：中判田駅 - 竹中駅間を延伸開業。竹中駅を新設[44]。
- 1917年（大正6年）7月20日：竹中駅 - 犬飼駅間を延伸開業。犬飼駅を新設[44]。
- 1921年（大正10年）3月27日：犬飼駅 - 三重町駅間を延伸開業。菅尾駅、三重町駅を新設[44]。
- 1922年（大正11年）
  - 4月1日：下郡連絡所を下郡信号場に改称。
  - 9月2日：犬飼線に改称[44][54]。
  - 11月23日：三重町駅 - 緒方駅間を延伸開業。牧口駅（現在の豊後清川駅）、緒方駅を新設[44]。
- 1923年（大正12年）12月20日：緒方駅 - 朝地駅間を延伸開業。朝地駅を新設[44]。
- 1924年（大正13年）10月15日：朝地駅 - 豊後竹田駅間を延伸開業。豊後竹田駅を新設[44]。
- 1925年（大正14年）11月30日：豊後竹田駅 - 玉来駅間を延伸開業。玉来駅を新設[44]。

#### 宮地線（熊本 - 宮地）
- 1914年（大正3年）6月21日：熊本駅 - 肥後大津駅間を宮地軽便線として開業。春竹駅（現在の南熊本駅）、水前寺駅、竜田口駅、三里木駅、肥後大津駅を新設[55]。
- 1916年（大正5年）11月11日：肥後大津駅 - 立野駅間を延伸開業。瀬田駅と立野駅を新設[44]。
- 1918年（大正7年）1月25日：立野駅 - 宮地駅間を延伸開業。赤水駅、内牧駅、坊中駅（現在の阿蘇駅）、宮地駅を新設[44]。
- 1920年（大正9年）7月25日：原水駅を新設。
- 1922年（大正11年）9月2日：宮地線と改称[44][56]。
- 1928年（昭和3年）2月12日：立野駅 - 高森駅間の支線を開業。長陽駅、阿蘇下田駅（現在の阿蘇下田城駅）、中松駅、阿蘇白川駅、高森駅を新設[44]。

#### 豊肥本線（全通後）

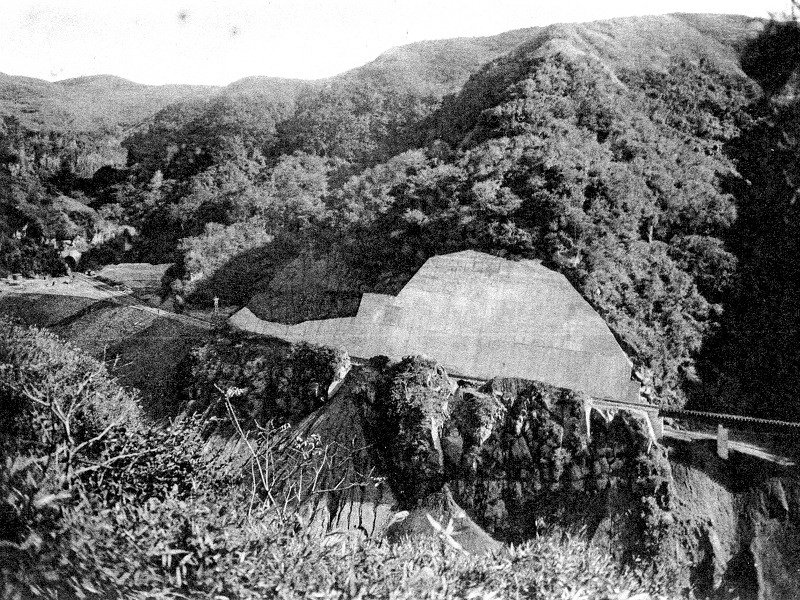
全通当時の坂ノ上隧道宮地口付近の様子

- 1928年（昭和3年）12月2日：玉来駅 - 宮地駅間を延伸開業して豊肥本線が全通。波野駅、滝水駅、豊後荻駅を新設。宮地線と犬飼線をあわせて豊肥本線と改称し、同時に宮地線支線（立野駅 - 高森駅間）を高森線に分離[44]。
- 1940年（昭和15年）5月1日：春竹駅を南熊本駅に改称[57]。
- 1941年（昭和16年）10月1日：中判田駅 - 竹中駅間において機関車と客車2両が転落し、44名が死亡する事故が発生[58]。
- 1943年（昭和18年）9月20日：8時20分頃、滝水駅 - 豊後荻駅間において熊本駅発大分駅行き列車（機関車1両、客車3両）が30m下の谷底に転落し、2名が死亡する事故が発生[59][60]。折からの豪雨で築堤が流出していたため[59]。
- 1960年（昭和35年）3月10日：市ノ川駅を新設。
- 1961年（昭和36年）3月20日：坊中駅を阿蘇駅に改称[46]。
- 1963年（昭和38年）3月20日：下郡信号場を廃止。
- 1967年（昭和42年）8月13日：下郡信号場（2代）を新設（初代と同所。大分電車区への分岐点）。
- 1973年（昭和48年）
  - 3月27日：蒸気機関車の運転を終了[61]
  - 11月15日：九州横断新幹線基本計画決定。
- 1981年（昭和56年）10月1日：武蔵塚駅を新設。
- 1983年（昭和58年）11月30日：大分駅 - 熊本駅間で列車集中制御装置 (CTC) 使用開始[62]（制御所は立野駅と大分駅に設置）。
- 1986年（昭和61年）
  - 4月1日：高森線が南阿蘇鉄道へ分離[46]。国鉄線路名称一覧の「豊肥線の部」で唯一の支線が消滅する。
  - 11月1日：東海学園前駅を新設。
- 1987年（昭和62年）2月22日：敷戸駅を新設[63]。

#### 民営化以後
- 1987年（昭和62年）4月1日：大分駅 - 竜田口駅間の貨物営業を廃止 (-139.1 km)。国鉄分割民営化に伴い、九州旅客鉄道（JR九州）が第一種鉄道事業者として、日本貨物鉄道（JR貨物）が第二種鉄道事業者（竜田口駅 - 熊本駅間）として承継。
- 1988年（昭和63年）3月13日：新水前寺駅を新設。
- 1989年（平成元年）
  - 3月11日：いこいの村駅を新設[64]。
  - 3月15日：路線愛称を「阿蘇高原線」とすることが発表される[1]。
- 1990年（平成2年）
  - 1月1日：日本貨物鉄道が竜田口駅 - 熊本駅間の第二種鉄道事業を休止 (-8.9 km)[46]。
  - 7月2日：緒方駅 - 阿蘇駅間が集中豪雨のため不通[46]。
  - 7月7日：宮地駅 - 阿蘇駅間が復旧[46]。「SLあそBOY」と、急行「火の山」の宮地駅 - 熊本駅間が運転再開[65]。
  - 7月16日：並行する国道57号が片側交互通行で復旧したため、不通区間でバス代行輸送を開始[66]。
  - 8月1日：急行「火の山」の大分駅 - 緒方駅間が運転再開[67]。
  - 11月1日：牧口駅を豊後清川駅に改称[68]。
- 1991年（平成3年）
  - 8月10日：緒方駅 - 豊後竹田駅間が復旧[46]。
  - 10月19日：豊後竹田駅 - 宮地駅間が復旧し、全線で運転再開[46]。
- 1992年（平成4年）7月15日：平成駅を新設[46]。最高速度を95km/hに引き上げ[69]。
- 1993年（平成5年）
  - 9月2日：三重町駅 - 緒方駅間が台風13号による土砂災害で不通[46][47]。
  - 9月16日：三重町駅 - 豊後清川駅間が復旧。
  - 12月1日：日本貨物鉄道が竜田口駅 - 熊本駅間の第二種鉄道事業を廃止 (-8.9 km)[46]。
- 1994年（平成6年）5月1日：豊後清川駅 - 緒方駅間が復旧し、全線で運転再開[46][47]。
- 1996年（平成8年）3月16日：大分駅 - 豊後竹田駅間の一部列車でワンマン運転を開始[70]。
- 1997年（平成9年）
  - 3月22日：豊後竹田駅 - 熊本駅間の一部列車でワンマン運転を開始[71]。
  - 12月1日：肥後大津駅 - 熊本駅間の電化工事に着手[72]。
- 1999年（平成11年）10月1日：肥後大津駅 - 熊本駅間を電化[46]。
- 2002年（平成14年）3月23日：大分大学前駅を新設[73]。
- 2004年（平成16年）
  - 9月14日：三重町駅 - 豊後清川駅間が土砂崩れのため不通[46]。
  - 12月10日：全線で運転再開。
- 2006年（平成18年）3月18日：光の森駅を新設。
- 2012年（平成24年）
  - 7月12日：緒方駅 - 肥後大津駅間が九州北部豪雨により橋梁の一部と路盤が流失するなどの被害を受け不通。
  - 7月24日：立野駅 - 肥後大津駅間が復旧[74]。
  - 8月20日：緒方駅 - 豊後竹田駅間が復旧[75]。同日13時から豊後荻駅 - 宮地駅間でジャンボタクシーによる代行輸送を開始。
  - 9月3日：宮地駅 - 立野駅間が復旧。豊後竹田駅 - 宮地駅間でバス代行輸送[50][76]。
  - 12月1日：大分駅 - 中判田駅間および肥後大津駅 - 熊本駅間にSUGOCAを導入。
- 2013年（平成25年）8月4日：豊後竹田駅 - 宮地駅間が復旧し、全線で運転再開[50]。
- 2016年（平成28年）
  - 4月14日：熊本地震の前震の影響により宮地駅 - 熊本駅間で運転を見合わせる[77]。
  - 4月15日：竹中駅 - 犬飼駅間で落石が発見され、一時運転を見合わせ[78][79]。
  - 4月16日：未明に発生した熊本地震の本震の影響により赤水駅 - 立野駅間で土砂崩れが発生して線路が流出、赤水駅構内では回送列車が脱線し、始発から全線で運転を見合わせ[52]。
  - 4月17日：大分駅 - 豊後竹田駅間で運転を再開[80]。
  - 4月19日：肥後大津駅 - 熊本駅間で運転を再開[81][82]。本数を減らして運行。
  - 4月28日：豊後竹田駅 - 豊後荻駅間で運転を再開[83][84]。
  - 6月30日：国土交通省令により、「平成28年6月末までに整備されるべき箇所」への自動列車停止装置 (ATS-DK) 設置（大分駅 - 下郡（信）間、肥後大津駅 - 熊本駅間）が完了[85]。
  - 7月9日：豊後荻駅 - 阿蘇駅間で運転を再開。特急「九州横断特急」も別府駅 - 阿蘇駅間で運転再開。宮地駅 - 阿蘇駅間は「九州横断特急」のみを快速として（いこいの村駅を通過）運転[86]。
  - 12月22日：スマートフォンアプリ「JR九州アプリ」内のリアルタイム列車位置情報システム「どれどれ」運用開始により、全線のリアルタイム列車位置情報が配信開始[8]。
- 2017年（平成29年）
  - 3月4日：宮地駅 - 阿蘇駅間で普通列車の運転再開。これにより、「九州横断特急」の同区間における快速扱いは終了。
  - 9月17日：台風18号の影響により犬飼駅 - 菅尾駅間での路盤流出、菅尾駅 - 三重町駅間での土砂流入などの被害が発生し、中判田駅 - 阿蘇駅間が不通[87]。
  - 9月19日：始発より中判田駅 - 阿蘇駅間にてバス代行・タクシー代行輸送を実施[88][89]。
  - 9月22日：三重町駅 - 阿蘇駅間で運転再開、代行輸送区間は中判田駅 - 三重町駅間となる[90]。
  - 10月2日：中判田駅 - 三重町駅間で運転再開（代行輸送は前日で終了）[91]。
- 2018年（平成30年）
  - 3月17日：熊本駅周辺の約1kmが高架化[92]。滝尾駅に駅遠隔案内システム「ANSWER」を導入[93][94]。
  - 9月30日：台風24号の影響により大分大学前駅 - 中判田駅間にて築堤崩壊・路盤流出、中判田駅 - 犬飼駅間で土砂流入が発生し、大分大学前駅 - 阿蘇駅間が不通[95][96]。
  - 10月3日：大分大学前駅 - 阿蘇駅間が運転再開[97]。
  - 12月1日：大分大学前駅と敷戸駅に駅遠隔案内システム「ANSWER」を導入[93][94][98]。
- 2020年（令和2年）8月8日：阿蘇駅 - 肥後大津駅間が復旧し、全線で運転再開[11][12][13]。「スイッチオン!!豊肥本線全線開通プロジェクト」を展開[99]。
- 2022年（令和4年）9月23日：熊本駅 - 肥後大津駅間で4両ワンマン運転開始。
- 2023年（令和5年）
  - 7月1日：中判田駅に駅遠隔案内システム「ANSWER」を導入[100][101][102]。
  - 7月15日：南阿蘇鉄道高森線から立野駅 - 肥後大津駅間への直通運転が開始。
  - 10月1日：JR九州サービスサポートへの業務委託を終了し、熊本県側10駅、大分県側1駅がJR九州直営駅となる。

## 熊本空港アクセス鉄道構想
肥後大津駅にほど近い位置に立地する熊本空港（阿蘇くまもと空港）について、豊肥本線から分岐して空港までの路線（空港連絡鉄道）を敷設する構想がある。
元々は2004年に検討が始まったが、総事業費が286億円と試算され、採算が見込めないとの予測がなされたこともあり、一旦は構想を凍結した上で、熊本県と空港振興・環境整備支援機構が運行費を拠出する無料シャトルタクシー（空港ライナー）を肥後大津駅との間で運行することとなった。その後、熊本空港の利用者増やリムジンバスの定時性の問題からアクセス鉄道構想を再検討、「豊肥本線からの分岐」「モノレールの新設」「熊本市電の延伸」の3案が比較検討され、2018年12月5日に行われた熊本県議会一般質問において、熊本県知事の蒲島郁夫が「豊肥本線三里木駅から熊本空港に至る路線の新設」を検討することを明らかにした。具体的には、三里木駅から熊本県民総合運動公園付近を経由して熊本空港に至る約10kmのルートが想定されており、県が中心となって設ける第三セクターが鉄道施設を整備する。JR九州社長の青柳俊彦も、2019年1月25日の定例記者会見で、熊本県と協議を進めていることを認めており、その場合は豊肥本線の複線化も検討する必要があるとの認識を示している。
2019年度に鉄道・運輸機構に委託した詳細調査では、概算事業費が国道57号沿いの市街地を高架で超える約9.3㎞のA1ルートで437億円、空港周辺施設を迂回し地下線を用いる約10.7kmのCルートで561億円とされた。需要予測は、熊本国際空港株式会社の2051年度空港利用者622万人の想定目標値を前提に、2029年の開業時に空港利用者3500人・一般利用者4000人の計7500人とされた。事業採算性は、現行の国の補助制度（補助率18%）を前提とした場合、単年度黒字化までに32年、累積黒字は40年以内の黒字化困難とされた。一方、国と県それぞれ3分の1を補助する独自スキームを前提とした場合、単年・累積とも黒字化に2年と算出された。なお、2018年調査で1.5と算出されていた費用便益比は算出に至らず、新型コロナウイルスによる航空需要の激減もあり2020年6月12日には蒲島郁夫県知事が事業再検討を表明。継続調査を実施することとし、事業費縮減を目的とした構造工法見直しや費用便益分析の調査、交通システム比較の再調査を実施した。併せて、有識者、交通事業者、経済界などの代表で構成する空港アクセス検討委員会が設置された。
2021年6月に公表された継続調査結果では、最短ルート（2019年度調査のBルート）を基本にトンネル等の構造工法を見直すなどし、概算事業費は税抜きで435〜450億円とされた。需要予測は5000人とされた。国と県それぞれ3分の1を補助する独自スキームを前提とした場合、開業33年目で累積黒字転換可能と算出された。2019年度調査で算出に至らなかった費用便益分析については、30年で1.04と算出され、国の予算化の目安である「1」を上回った。
2021年11月、半導体受託製造（ファウンドリ）の世界最大手である台湾積体電路製造（TSMC）の熊本県内への進出決定を受け、空港アクセス鉄道についても、三里木ルート案に加え、より効率的・効果的なルートについて検討することを知事が表明。続く12月、空港周辺地域の人や物の流れの変化を踏まえ、同地域の可能性を最大化するため、TSMC進出予定地に最も近い原水駅で分岐する「原水ルート」や豊肥本線の電化区間の終点である肥後大津駅から分岐する「肥後大津ルート」についても調査を実施することを表明した。
2022年11月9日に行われた空港アクセス検討委員会では、「三里木ルート」「原水ルート」「肥後大津ルート」を比較検討した結果、3案の中で唯一熊本駅から空港へ直通運転出来る案であること、阿蘇や九州全域への周遊型観光振興にもつながることなどが評価された「肥後大津ルート」が妥当との判断が示された。

## 駅一覧
- 停車駅
  - 普通列車は全駅に停車。
  - 特急列車の停車駅については「九州横断特急」、「かわせみ やませみ」参照。
- 線路（全線単線） … ◇・∨・∧：列車交換可、◆：列車交換可（スイッチバック駅）、｜：列車交換不可

| 電化状況 | 駅名         | 営業キロ | 営業キロ | 接続路線                                                                                        | 線路 | 所在地 | 所在地          | 所在地          |
| 電化状況 | 駅名         | 駅間     | 累計     | 接続路線                                                                                        | 線路 | 所在地 | 所在地          | 所在地          |
| -------- | ------------ | -------- | -------- | ----------------------------------------------------------------------------------------------- | ---- | ------ | --------------- | --------------- |
| 交流電化 | 大分駅       | -        | 0.0      | 九州旅客鉄道：■日豊本線・■久大本線（ゆふ高原線）                                                | ∧    | 大分県 | 大分市          | 大分市          |
| 交流電化 | 下郡信号場   | -        | 2.2      |                                                                                                 | ｜   | 大分県 | 大分市          | 大分市          |
| 非電化   | 滝尾駅       | 2.9      | 5.1      |                                                                                                 | ◇    | 大分県 | 大分市          | 大分市          |
| 非電化   | 敷戸駅       | 2.7      | 7.8      |                                                                                                 | ｜   | 大分県 | 大分市          | 大分市          |
| 非電化   | 大分大学前駅 | 1.4      | 9.2      |                                                                                                 | ｜   | 大分県 | 大分市          | 大分市          |
| 非電化   | 中判田駅     | 2.5      | 11.7     |                                                                                                 | ◇    | 大分県 | 大分市          | 大分市          |
| 非電化   | 竹中駅       | 5.5      | 17.2     |                                                                                                 | ◇    | 大分県 | 大分市          | 大分市          |
| 非電化   | 犬飼駅       | 5.6      | 22.8     |                                                                                                 | ◇    | 大分県 | 豊後大野市      | 豊後大野市      |
| 非電化   | 菅尾駅       | 7.9      | 30.7     |                                                                                                 | ◇    | 大分県 | 豊後大野市      | 豊後大野市      |
| 非電化   | 三重町駅     | 5.4      | 36.1     |                                                                                                 | ◇    | 大分県 | 豊後大野市      | 豊後大野市      |
| 非電化   | 豊後清川駅   | 6.5      | 42.6     |                                                                                                 | ◇    | 大分県 | 豊後大野市      | 豊後大野市      |
| 非電化   | 緒方駅       | 5.1      | 47.5     |                                                                                                 | ◇    | 大分県 | 豊後大野市      | 豊後大野市      |
| 非電化   | 朝地駅       | 6.4      | 53.9     |                                                                                                 | ｜   | 大分県 | 豊後大野市      | 豊後大野市      |
| 非電化   | 豊後竹田駅   | 5.9      | 59.8     |                                                                                                 | ◇    | 大分県 | 竹田市          | 竹田市          |
| 非電化   | 玉来駅       | 3.1      | 62.9     |                                                                                                 | ｜   | 大分県 | 竹田市          | 竹田市          |
| 非電化   | 豊後荻駅     | 9.7      | 72.6     |                                                                                                 | ◇    | 大分県 | 竹田市          | 竹田市          |
| 非電化   | 滝水駅       | 6.2      | 78.8     |                                                                                                 | ｜   | 熊本県 | 阿蘇市          | 阿蘇市          |
| 非電化   | 波野駅       | 4.9      | 83.7     |                                                                                                 | ◇    | 熊本県 | 阿蘇市          | 阿蘇市          |
| 非電化   | 宮地駅       | 10.7     | 94.4     |                                                                                                 | ◇    | 熊本県 | 阿蘇市          | 阿蘇市          |
| 非電化   | いこいの村駅 | 2.2      | 96.6     |                                                                                                 | ｜   | 熊本県 | 阿蘇市          | 阿蘇市          |
| 非電化   | 阿蘇駅       | 1.3      | 97.9     |                                                                                                 | ◇    | 熊本県 | 阿蘇市          | 阿蘇市          |
| 非電化   | 内牧駅       | 3.5      | 101.4    |                                                                                                 | ◇    | 熊本県 | 阿蘇市          | 阿蘇市          |
| 非電化   | 市ノ川駅     | 3.8      | 105.2    |                                                                                                 | ｜   | 熊本県 | 阿蘇市          | 阿蘇市          |
| 非電化   | 赤水駅       | 2.4      | 107.6    |                                                                                                 | ◇    | 熊本県 | 阿蘇市          | 阿蘇市          |
| 非電化   | 立野駅       | 7.9      | 115.5    | 南阿蘇鉄道：高森線                                                                              | ◆    | 熊本県 | 阿蘇郡 南阿蘇村 | 阿蘇郡 南阿蘇村 |
| 非電化   | 瀬田駅       | 5.1      | 120.6    |                                                                                                 | ◇    | 熊本県 | 菊池郡          | 大津町          |
| 交流電化 | 肥後大津駅   | 4.6      | 125.2    |                                                                                                 | ◇    | 熊本県 | 菊池郡          | 大津町          |
| 交流電化 | 原水駅       | 3.7      | 129.1    |                                                                                                 | ◇    | 熊本県 | 菊池郡          | 菊陽町          |
| 交流電化 | 三里木駅     | 3.1      | 132.2    |                                                                                                 | ◇    | 熊本県 | 菊池郡          | 菊陽町          |
| 交流電化 | 光の森駅     | 1.0      | 133.2    |                                                                                                 | ◇    | 熊本県 | 熊本市          | 北区            |
| 交流電化 | 武蔵塚駅     | 1.9      | 135.1    |                                                                                                 | ◇    | 熊本県 | 熊本市          | 北区            |
| 交流電化 | 竜田口駅     | 4.0      | 139.1    |                                                                                                 | ◇    | 熊本県 | 熊本市          | 北区            |
| 交流電化 | 東海学園前駅 | 1.1      | 140.2    |                                                                                                 | ｜   | 熊本県 | 熊本市          | 東区            |
| 交流電化 | 水前寺駅     | 2.0      | 142.2    |                                                                                                 | ◇    | 熊本県 | 熊本市          | 中央区          |
| 交流電化 | 新水前寺駅   | 0.6      | 142.8    | 熊本市交通局：水前寺線 （新水前寺駅前停留場：16）                                               | ｜   | 熊本県 | 熊本市          | 中央区          |
| 交流電化 | 南熊本駅     | 1.6      | 144.4    |                                                                                                 | ◇    | 熊本県 | 熊本市          | 中央区          |
| 交流電化 | 平成駅       | 0.9      | 145.3    |                                                                                                 | ◇    | 熊本県 | 熊本市          | 中央区          |
| 交流電化 | 熊本駅       | 2.7      | 148.0    | 九州旅客鉄道： 九州新幹線・■鹿児島本線・■三角線 熊本市交通局：幹線・田崎線（熊本駅前停留場：3） | ∨    | 熊本県 | 熊本市          | 西区            |

1. ↑  三角線の正式な起点は鹿児島本線宇土駅だが、運転系統上は全列車が熊本駅に乗り入れる。

### 過去の接続路線
- 南熊本駅：熊延鉄道・熊本市交通局春竹線

### 新駅設置計画
大分駅 - 滝尾駅間の下郡地区に宗麟大橋東口駅（仮称）の設置を求める動きがある。
菊陽町は三里木駅 - 原水駅間に新駅を設置するように要望を出している。2023年12月18日、新駅設置に向けJR九州と菊陽町が覚書を締結し、同月20日にJR九州が新駅の設置を発表した。当初は2027年春開業予定としていたが、菊陽町からの申し出により、2029年春開業予定に変更されている。